# Ceratocapsus nigrocuneatus
Ceratocapsus nigrocuneatus är en insektsart som beskrevs av Knight 1968. Ceratocapsus nigrocuneatus ingår i släktet Ceratocapsus och familjen ängsskinnbaggar. Inga underarter finns listade i Catalogue of Life.